# Димаш Кудајберген
Динмухамед Канатули Кудајберген (каз. Дінмұхаммед Қанатұлы Құдайберген, Актобе, 24. мај 1994), познат као Димаш Кудајберген, казахстански је певач, текстописац и мултиинструменталиста. Универзитетски је школован за класичну и савремену музику, и познат је по свом изузетно широком вокалном опсегу.      Извео је песме на тринаест језика. 
Димаш је веома популаран у Казахстану и другим постсовјетским земљама, славу је стекао 2015. године када је постао победник Славјанског базара у Витебску, Белорусија.  У Кини је стекао славу својим учешћем као „џокер такмичар“ у програму Хунан ТВ Сингер 2017. године (кин: 歌手2017). 

## Биографија
Динмухамед („Димаш“) Канатули Кудајберген је рођен 24. маја 1994. у Актобеу. Његов отац Канат Аитбаиев је водио регионални одбор за културни развој Актобеа.  Његова мајка Светлана Ајтбајева је сопран певачица у Филхармонији Актобе,  члан Сталног комитета за друштвени и културни развој и уметнички директор дечјег студија Саз Актобеској области. 
Кудајберген је одрастао у музичкој породици, а његови бака и деда су играли главну улогу у његовом одрастању, које је углавном следило традиционалне казахстанске обичаје.
Кудајберген је почео да наступа у младости, певајући и свирајући клавир. Његово прво појављивање на сцени било је са две године у мањој улози у локалној позоришној продукцији.   Са шест година, 2000. године, победио је на националном пијанистичком такмичењу Ајналајн. 
Са пет година, Кудајберген је почео да похађа часове клавира и вокала у дечјем студију Актобеског музичког колеџа Ахмет Жубанов.  Кудајберген је завршио мајсторску класу музичког на Бродвеју 2009. године  Године 2014. дипломирао је класичну музику на смеру вокал на музичком институту Универзитета К. Жубанов у Актобеу и започео студије савремене музике на Казахстанском националном универзитету уметности у Астани,  где је дипломирао вокал 27. јуна 2018.   На истом универзитету је 18. јуна 2020. дипломирао композицију  одбраном магистарске тезе са савршеном оценом и препоруком за упис на докторске студије музике.  
Кудајберген свира седам инструмената,  клавир, клавијатуре,   домбру,  бубњеве,   гитару,  маримбу  и бајан. 
Говори казашки и руски, а учи енглески и мандарински.  Извео је песме на 13 језика,  казахстанском,    руском,  енглеском,  мандаринском кинеском,  италијанском,  француском,  шпанском,  немачки,  српски,  турски,  украјински,  киргиски,  јапански, 
Од 2010. до 2013. Кудајберген је учествовао и победио на четири велика певачка такмичења, у Казахстану, Украјини и Киргистану.   
Победом на престижном националном такмичењу Зхас Канат 2012. године, Кудајберген је по први пут стекао широку пажњу казахстанских националних медија.  Победио је на тродневном вокалном такмичењу са максималном оценом жирија од 180 од 180 поена; први пут у историји такмичења. 
У децембру 2014. Кудајберген је награђен лауреатом Државне омладинске награде Дарин. 
Након дипломирања, Кудајберген је наступао у разним европским и азијским земљама. Године 2015. позван је да учествује на Словенском базару у Витебску у Белорусији, годишњем међународном такмичењу истакнутих певача, након што га је један од организатора видео уживо у Казахстану.  Кудаијерген је 13. јула 2015. освојио Велику награду, са резултатом од 175 од 180.  Током три дана такмичења био је изразити фаворит и жирија и публике. 
У новембру 2016. године, директор Државног позоришта Астана Опера, Толеубек Алпијев, позвао је Кудајбергена да ради као оперски певач, наводећи да би његов глас био „идеалан за барокну оперу“,  али је одлучио да настави каријеру у савременој музици. 
Године 2017. казахстански уметнички клизач Денис Тен, који је био освајач олимпијске медаље и пријатељ Кудајбергена,  је почео да користи своју интерпретацију „SOS d'un terrien en détresse“ за своје програме клизања. 
Дана 5. децембра 2019. године, Кудајберген је награђен „Најбољи вокал у класичној музици“ и освојио је специјалну награду за „Откриће године“ на руским националним музичким наградама „Викторија“ које се сматрају руским еквивалентом наградама Греми.   Кудајберген је одржао свој први солистички концерт у САД 10. децембра 2019. године. 
Дана 16. јануара 2021, Кудајберген је одржао свој први онлајн концерт – Dimash Digital Show. 
У новембру 2021. године, песма Димаша Кудајбергена „Fly Away” заузела је 6. место на Билбордовој листи Hot Trending Songs, чиме је та нумера постала једна од 10 најпомињанијих песама на Твитеру. 
Кудајберген је одржао добротворне наступе на фестивалу Global Gift Galas  2017. у Паризу  и Кану.  Позвала га је Ева Лонгорија, почасни председник Global Gift фондације. Фондација пружа социјалну и економску помоћ деци, породицама и женама у невољи. 
Дана 7. октобра 2020, Кудајберген је најавио своје партнерство са Мајклом Корсом у подршци добротворној кампањи Храна је љубав са Светским програмом за храну Уједињених нација.  
У децембру 2020. директор пројекта C.U.R.E, Мелиса Еспосити, најавила је Кудајбергена за њиховог новог глобалног амбасадора и организовала давање улазница за добротворни концерт Dimash Digital Show. 

### Глума
Кудајберген је глумио у неколико кинеских  и руских   ТВ остварења.

## Награде и достигнућа
| Конкурси                                                     | Конкурси                               |
| Конкуренција                                                 | Локација                               |
| ------------------------------------------------------------ | -------------------------------------- |
| The World's Best                                             | Калифорнија, Сједињене Америчке Државе |
| Хунан ТВ певач 2017. године                                  | Чангша, Кина                           |
| Међународни фестивал уметности Славјански базар              | Витебск, Белорусија                    |
| Међународни фестивал младих извођача Меикин Асиа             | Чолпон-Ата, Киргистан                  |
| Међународно ТВ такмичење младих извођача Оријентални базар   | Јалта, Украјина                        |
| Републичко такмичење младих извођача до 30 година Зхас Канат | Астана, Казахстан                      |
| Међународни фестивал Звучни гласови Бајконура                | Бајконур, Казахстан                    |
| Републичко такмичење Ајналајн                                | Актобе, Казахстан                      |

| Награде                                                                     | Награде               |
| Догађај                                                                     | Локација              |
| --------------------------------------------------------------------------- | --------------------- |
| Sina Awards                                                                 | Пекинг, Кина          |
| Annual ZD Awards                                                            | Москва, Русија        |
| Annual Ticketon Awards in the Field of Culture, Art and Sports              | Алмати, Казахстан     |
| National People's Favorite Awards                                           | Нур-Султан, Казахстан |
| JSTYLE China Attitude Trend Setting Awards                                  | Пингјао, Кина         |
| 10th DoNews RenRen Awards                                                   | Пекинг, Кина          |
| Annual Pesnya Goda Gala                                                     | Москва, Русија        |
| Annual Pesnya Goda Gala                                                     | Москва, Русија        |
| Annual Pesnya Goda Gala                                                     | Москва, Русија        |
| Russian National Music Awards "Victoria"                                    | Москва, Русија        |
| Russian National Music Awards "Victoria"                                    | Москва, Русија        |
| The Silk Road Cohesion Awards                                               | Шангај, Кина          |
| Annual Pesnya Goda Gala                                                     | Москва, Русија        |
| Top Global Chinese Music Awards                                             | Пекинг, Кина          |
| Belt and Road International Brand Spring Festival Gala                      | Пекинг, Кина          |
| Global Chinese Golden Chart Awards                                          | Пекинг, Кина          |
| Weibo Annual Awards                                                         | Пекинг, Кина          |
| Golden Mango Star Awards                                                    | Чангша, Кина          |
| Beauty Touching Annual Charity Gala                                         | Пекинг, Кина          |
| iQIYI Awards Gala                                                           | Пекинг, Кина          |
| Times Awaken L'Officiel Fashion Night Gala                                  | Пекинг, Кина          |
| Hollywood Music in Media Awards                                             | Холивуд, САД          |
| Fresh Asia Music Awards                                                     | Пекинг, Кина          |
| Annual International Music Festival Astana Voice                            | Астана, Казахстан     |
| Chinese Golden Melody Festival                                              | Хонг Конг             |
| MTV Global Mandarin Music Awards                                            | Шенжен, Кина          |
| Tencent MTV Asia Music Gala                                                 | Џангџоу, Кина         |
| OK! magazine Music Gala                                                     | Шангај, Кина          |
| 17th Top Chinese Music Awards                                               | Шенжен, Кина          |
| 24th Chinese Top Ten Music Awards                                           | Шангај, Кина          |
| National People's Favorite Awards                                           | Астана, Казахстан     |
| People of the Year                                                          | Астана, Казахстан     |
| The State Youth Prize Daryn of the Government of the Republic of Kazakhstan | Астана, Казахстан     |

| Титуле и почасти                                                               | Титуле и почасти      | Титуле и почасти |
| Догађај                                                                        | Локација              | Награда |
| ------------------------------------------------------------------------------ | --------------------- | --- |
| Указ председника Републике Казахстан                                           | Нур-Султан, Казахстан | „Почасни радник Казахстана“ (медаља и почасна титула за значајан допринос друштвено-економском и културном развоју земље) |
| 40. заседање Масликхата (регионалног парламента) Актобеске области             | Актобе, Казахстан     | „Почасни грађанин Актобеске области“                                                                                      |
| Forbes 30 Under 30 2019 Forbes Kazakhstan                                      | Казахстан             | Уврштен међу „30 најутицајнијих људи испод 30“                                                                            |
| Forbes 30 Under 30 2018 Forbes Kazakhstan                                      | Казахстан             | Уврштен међу „30 најутицајнијих људи испод 30“ (чланак 185019)                                                            |
| Састанак са председником Казахстанског туристичког одбора Рашидом Кузембајевим | Актобе, Казахстан     | „Почасни амбасадор туризма Казахстана“                                                                                    |
| Гала Међународног пролећног фестивала брендова Појас и пут                     | Пекинг, Кина          | „Амбасадор пријатељства“ Кине и Казахстана                                                                                |
| Кинеска амбасада у Казахстану                                                  | Астана, Казахстан     | Почасна дипломатска диплома                                                                                               |
| 25. заседање Народне скупштине Казахстана                                      | Астана, Казахстан     | Благослов председника Казахстана                                                                                          |
| Општинска управа Ченгдуа                                                       | Ченгду, Кина          | „Почасни амбасадор Кине са искуством “                                                                                    |
| Стате Гранд                                                                    | Астана, Казахстан     | „Лидерство у области културе 2016“                                                                                        |
| Републички форум младих                                                        | Актобе, Казахстан     | Одликован од председника Казахстана за своје успехе                                                                       |
| Скупштина народа Казахстана                                                    | Астана, Казахстан     | Почасна диплома |

## Дискографија

### Албуми
- iD (2019)